# Guatimac
Guatimac és una figura d'argila de 6,4 centímetres d'alçada pertanyent a la cultura guanxe.
Va ser trobat el 1885 al barranc d'Herques, al municipi de Fasnia, a la part sud-est de l'illa de Tenerife (Illes Canàries), en una cova i embolicat en pells de cabra. Es creu que representa un geni o esperit protector, encara que d'altres sostenen que en realitat es tracta més aviat d'un animal o tòtem sagrat, possiblement un mussol. La figureta va ser concebuda per ser penjada al coll i eren usades pels sacerdots aborígens.
Malgrat la seva petita grandària, és una figura amb un gran valor antropològic, ja que és una de les poques figures de la prehistòria de Tenerife que han arribat fins a l'actualitat. Avui en dia la figureta es pot veure en una de les vitrines del Museu Arqueològic del Puerto de la Cruz al nord de l'illa.